# 1547-es busz
Az 1547-es jelzésű autóbuszvonal távolsági autóbuszjárat Szekszárd és Kecskemét között, melyet a MÁV Személyszállítási Zrt. lát el.

## Közlekedése
Egy járatpár közlekedik a hetek első iskolai előadási napját megelőző napon. Útvonalának hossza Kecskemét felé 134,5 km, menetideje 2 óra 40 perc, Szekszárd felé 168,6 km, menetideje 4 óra 5 perc. Szekszárd felé Dunaújváros érintésével közlekedik.

## Megállóhelyei
| 0  | Szekszárd, autóbusz-állomás végállomás | 21 | 1, 4, 4B, 6, 11, 16 1121, 1125, 1131, 1134, 1136, 1506, 1566, 1568, 1652, 1707, 1731, 1843 5353, 5359, 5400, 5403, 5404, 5405, 5406, 5407, 5408, 5410, 5411, 5412, 5413, 5414, 5415, 5416, 5417, 5420, 5421, 5422, 5423, 5424, 5425, 5426, 5429, 5430, 5431, 5432, 5434, 5435, 5436, 5438, 5439, 5440, 5441, 5442, 5445, 5446, 5447, 5448, 5624, 5630, 5631, 5634, 5923 személyvonat, Gemenc InterRégió, Sugovica expresszvonat                                                       |
| 1  | Szekszárd, újvárosi templom            | 20 | 16 1121, 1136, 1652 5353, 5359, 5400, 5403, 5404, 5405, 5406, 5407, 5408, 5420, 5421, 5422, 5423, 5426, 5428, 5429, 5430, 5431, 5434, 5435, 5436, 5438, 5439, 5440, 5441, 5442, 5445, 5446, 5447, 5448, 5624, 5630, 5923 |
| 2  | Dunaszentgyörgy, autóbusz-váróterem    | 19 | 1125, 1131, 1134, 1568 5403, 5404, 5405, 5451, 5450, 5634 |
| 3  | Atomerőmű, déli bejáró                 | 18 | 5400, 5403, 5404, 5405, 5429 |
| 4  | Paks, konzervgyár                      | 17 | 1 1121, 1125, 1131, 1134, 1568 5374, 5400, 5403, 5404, 5405, 5429, 5452, 5455, 5456, 5457, 5562, 5634, 8047 |
| 5  | Paks, autóbusz-állomás                 | 16 | 1, 2, 3 1121, 1125, 1131, 1134, 1568 5358, 5374, 5400, 5403, 5404, 5405, 5429, 5449, 5450, 5452, 5455, 5456, 5457, 5562, 5634, 8047, 8211 |
| 6  | Paks, Szent István tér                 | 15 | 1, 3 1121 5404, 5405, 5450, 5452, 8211 |
| 7  | Paks (Dunakömlőd), óvoda               | ∫  | 1 1121 5404, 5450, 8211 |
| ∫  | Paks (Dunakömlőd), autóbusz-váróterem  | 14 | 1 1121 5404, 5450, 8211 |
| 8  | Madocsa, autóbusz-váróterem            | ∫  | 1121 5404, 5450, 8211 |
| 9  | Bölcske, autóbusz-váróterem            | ∫  | 1121 5404, 5450, 8211 |
| 10 | Dunaföldvár, autóbusz-állomás          | 13 | 1121, 1125, 1131, 1134, 1507, 1513, 1529, 1568, 1803 5227, 5231, 5382, 5404, 5405, 5450, 5502, 8200, 8202, 8203, 8205, 8206, 8207, 8211, 8216, 8217 |
| ∫  | Dunaújváros, Szalmacellulóz gyár       | 12 | 2, 3, 14, 44 1803 5392, 8200, 8201, 8202, 8203, 8203, 8205, 8206, 8207, 8211, 8216, 8217, 8219 |
| ∫  | Dunaújváros, autóbusz-állomás          | 11 | 2, 5, 8, 13, 14, 18, 25, 27, 29, 33, 35, 40, 44 1120, 1125, 1499, 1803, 1823, 1824, 1826, 1841 5227, 5392, 8033, 8034, 8200, 8201, 8202, 8203, 8205, 8206, 8207, 8211, 8216, 8217, 8219, 8220, 8221, 8226, 8227, 8228, 8229, 8230, 8236, 8238, 8240, 8244 |
| ∫  | Dunaújváros, Szalmacellulóz gyár       | 10 | 2, 3, 14, 44 1803 5392, 8200, 8201, 8202, 8203, 8203, 8205, 8206, 8207, 8211, 8216, 8217, 8219 |
| 10 | Dunaföldvár, autóbusz-állomás          | 9  | 1121, 1125, 1131, 1134, 1507, 1513, 1529, 1568, 1803 5227, 5231, 5382, 5404, 5405, 5450, 5502, 8200, 8202, 8203, 8205, 8206, 8207, 8211, 8216, 8217 |
| 11 | Solt, Aranykulcs tér                   | 8  | 1110, 1111, 1113, 1499, 1507, 1510, 1512, 1513, 1529, 1568, 1803 5058, 5227, 5231, 5234, 5311, 5350, 5359, 5362, 5364, 5365, 5381, 5382, 5502, 8202, 8203, 8205, 8206, 8207 |
| 12 | Fülöpszállás, községháza               | 7  | 650 1115, 1499, 1529 5227, 5229, 5234, 5239, 5243, 5298, 5342, 5352, 5359, 5381, 5502 |
| 13 | Kisizsák, kultúrotthon                 | 6  | 5227, 5229, 5234, 5243, 5271, 5502 |
| 14 | Izsák, városháza                       | ∫  | 5225, 5227, 5229, 5234, 5243, 5271, 5502 |
| ∫  | Izsák, Rendőrség                       | 5  | 555 1535, 1566 5225, 5226, 5227, 5229, 5232, 5234, 5239, 5271, 5341, 5354, 5502 |
| 15 | Izsák, 6. sz. bolt                     | 4  | 555 5225, 5226, 5227, 5229, 5232, 5234, 5239, 5341, 5354 |
| 16 | Ágasegyháza, autóbusz-váróterem        | 3  | 555 1535, 1566 5225, 5226, 5227, 5229, 5232, 5234, 5239, 5243, 5341, 5354, 5502 |
| 17 | Kecskemét, Egyetem (GAMF)              | 2  | 1, 5, 11, 11A, 15, 19, 22 555 1499, 1529, 1535, 1566 5207, 5224, 5225, 5226, 5227, 5229, 5230, 5231, 5232, 5233, 5234, 5235, 5237, 5238, 5239, 5243, 5244, 5354, 5359, 5502 |
| ∫  | Kecskemét, Katona Gimnázium            | 1  | 1, 11, 11A, 15, 19, 22, 169 555 1499, 1529, 1535, 1566 5207, 5223, 5224, 5225, 5226, 5227, 5229, 5230, 5231, 5232, 5233, 5234, 5235, 5237, 5238, 5239, 5243, 5244, 5354, 5359, 5502 |
| 19 | Kecskemét, Mária körút                 | ∫  | 14D, 21, 22, 350 1499, 1529 5075, 5076, 5207, 5213, 5214, 5215, 5216, 5217, 5243, 5255, 5502 |
| 20 | Kecskemét, autóbusz-állomás végállomás | 0  | 1, 2D, 2S, 7, 7C, 12D, 15, 19, 21, 21D, 22, 25, 32 550, 551, 553, 555 1080, 1081, 1085, 1087, 1090, 1092, 1348, 1362, 1376, 1499, 1524, 1529, 1535, 1566 4777, 5075, 5076, 5202, 5203, 5205, 5206, 5207, 5208, 5209, 5210, 5211, 5212, 5213, 5214, 5215, 5216, 5217, 5218, 5219, 5220, 5221, 5222, 5223, 5224, 5225, 5226, 5227, 5228, 5229, 5230, 5231, 5232, 5233, 5234, 5235, 5237, 5238, 5239, 5240, 5241, 5242, 5243, 5244, 5245, 5250, 5255, 5258, 5279, 5354, 5359, 5387, 5502 |